# Landsmøde
Et landsmøde (undertiden også benævnt kongres, årsmøde eller landsråd) er et årligt møde i en landsforening, f.eks. et politisk parti, en ungdomsorganisation eller en anden forening.
På mødet behandles forslag til ændringer i foreningens vedtægter, ligesom årsregnskabet fremlægges. Endvidere vil der typisk være valg til den pågældende forenings øverste organ; ofte benævnt hovedbestyrelse, forretningsudvalg eller styrelse. I politiske partier behandler landsmødedeltagerne desuden forslag til ændringer i partiets program, ligesom der også sommetider vælges kandidater til diverse valg.

## Navne på møder i de forskellige politiske partier
- Landsmøde: Venstre , Radikale Venstre , Liberal Alliance, Socialistisk Folkeparti .
- Kongres: Socialdemokratiet .
- Årsmøde: Enhedslisten , Dansk Folkeparti .
- Landsråd: Det Konservative Folkeparti .
- Rigskongres: Stram Kurs .

| Forening eller organisation | Spire Denne artikel om en forening eller organisation er en spire som bør udbygges. Du er velkommen til at hjælpe Wikipedia ved at udvide den. |